# Lagalur, Yelbarga
Lagalur là một làng thuộc tehsil Yelbarga, huyện Koppal, bang Karnataka, Ấn Độ.